# Distrito Escolar 87 de Berkeley
El Distrito Escolar #87 de Berkeley (Berkeley School District 87) es un distrito escolar del Condado de Cook, Illinois. Tiene su sede en Berkeley.
Se estableció en 1848.

## Escuelas
Escuelas secundarias:
- MacArthur Middle School (Berkeley)
- Northlake Middle School (Northlake)

Escuelas primarias:
- Jefferson Elementary School (Bellwood)
- J.W. Riley Elementary School (Northlake)
- Sunnyside Elementary School (Berkeley)
- Whittier Elementary School (Northlake)